# Locomotiva Thomas și prietenii săi - Sezonul 15
Locomotiva Thomas și prietenii săi este o serie de televiziune bazată pe Seria Căilor Ferate scrisă de Wilbert Awdry, în care ne este prezentată viața unui grup de locomotive și vehicule cu trăsături umane, ce trăiesc pe Insula Sodor.
Acest articol se referă la Sezonul 15. A fost produs în anul 2011 de HIT Entertainment, iar animația a fost produsă de Nitrogen Studios Canada. A fost difuzat în premieră in Marea Britanie în luna ianuarie.
Acest sezon este primul care să fie facut în totalitate în animație CGI, după episodul-film Eroul Căilor Ferate.

## Difuzare în România
Difuzarea în România a acestui sezon a început pe data de 12 martie 2012 pe postul Minimax, România fiind una dintre primele țări care primește acest sezon, înaintea difuzării acestuia în SUA și Japonia, cele mai importante țări de distribuție a brandului.

## Sezonul 15
| #   | #  | Titlu Original       | Titlu Română                   |
| --- | -- | -------------------- | ------------------------------ |
| 349 | 1  | Gordon and Ferdinand | Gordon și Ferdinand            |
| 350 | 2  | Toby and Bash        | Toby și Bash                   |
| 351 | 3  | Emily and Dash       | Emily și Dash                  |
| 352 | 4  | Percy's New Friends  | Noii Prieteni ai lui Percy     |
| 353 | 5  | Edward the Hero      | Eroul Edward                   |
| 354 | 6  | James to the Rescue  | James Salvatorul               |
| 355 | 7  | Happy Hiro           | Fericitul Hiro                 |
| 356 | 8  | Up, Up and Away      | Sus, Sus și s-a Dus!           |
| 357 | 9  | Henry's Happy Coal   | Cărbunele Fericit al lui Henry |
| 358 | 10 | Let it Snow          | Să Ningă                       |
| 359 | 11 | Surprise, Surprise   | Surpriză, Surpriză             |
| 360 | 12 | Spencer the Grand    | Grandiosul Spencer             |
| 361 | 13 | Stop that Bus!       | Opriți Autobuzul!              |
| 362 | 14 | Stuck on You         | Lipit de Tine                  |
| 363 | 15 | Big Belle            | Marea Belle                    |
| 364 | 16 | Kevin the Steamie    | Kevin Locomotiva cu Aburi      |
| 365 | 17 | Wonky Whistle        | Fluierul Stricat               |
| 366 | 18 | Percy the Snowman    | Percy Omul de Zăpadă           |
| 367 | 19 | Tree Trouble         | Probleme cu Bradul             |
| 368 | 20 | Fiery Flynn          | Înflăcăratul Flynn             |